# Phymorhynchus
Phymorhynchus là một chi ốc biển, là động vật thân mềm chân bụng sống ở biển trong họ Conidae.

## Các loài
Các loài trong chi Phymorhynchus gồm có:
- Phymorhynchus alberti (Dautzenberg & Fischer, 1906)[3]
- Phymorhynchus buccinoides Okutani, Fujikura & Sasaki, 1993[4]
- Phymorhynchus carinatus Waren & Bouchet, 2001[5]
- Phymorhynchus castaneus (Dall, 1896)[6] - loài điển hình[1]
- Phymorhynchus chevreuxi (Dautzenberg & Fischer, 1897)[7]
- Phymorhynchus cingulatus (Dall, 1890)[8]
- Phymorhynchus clarinda (Dall, 1908)[9]
- Phymorhynchus coseli Warén & Bouchet, 2009[10]
- Phymorhynchus hyfifluxi Beck, L., 1996[11]
- Phymorhynchus major Waren & Bouchet, 2001[12]
- Phymorhynchus moskalevi Sysoev & Kantor, 1995[13]
- Phymorhynchus ovatus Warén & Bouchet, 2001[14]
- Phymorhynchus speciosus Olsson, 1971[15]
- Phymorhynchus starmeri Okutani & Ohta, 1993[16]
- Phymorhynchus sulciferus (Bush, 1893)[17]
- Phymorhynchus turris Okutani & Iwasaki, 2003[18]
- Phymorhynchus wareni Sysoev & Kantor, 1995[19]
- Loài mới được mô tả dưới tên "Phymorhynchus cingulata Warén & Bouchet, 2009" từ miệng phun thủy nhiệt ở nước sâu sông Congo năm 2009[20] là một homonym thứ cấp. Nó sẽ được miêu tả bằng tên mới trong tương lai.